# Стенін Володимир Пилипович
Володи́мир Пили́пович Сте́нін (нар. 1899 — пом. 1952) — радянський воєначальник, гвардії генерал-майор (1942). Герой Радянського Союзу (1945).

## Життєпис
Народився 10 червня (за іншими даними — 15 грудня 1899 року в селі Великі Мочіли Єлатомського повіту Тамбовської губернії Російської імперії (нині — Пітелинський район Рязанської області Росії) в селянській родині. Росіянин. У 1912 році закінчив початкову школу в рідному селі. Трудову діяльність розпочав матросом на волзькій пристані в Костромі. З грудня 1917 року входив до складу сільського червоногвардійського загону. З березня 1918 року — знову працював матросом у Костромі.

### Громадянська війна
До лав РСЧА вступив у березні 1919 року. У тому ж році закінчив Костромські командні курси. Учасник громадянської війни в Росії: воював на Петроградському фронті у складі 4-го зведеного курсантського полку 7-ї армії, був поранений в руку. Після одужання — демобілізований у квітні 1920 року.

### Міжвоєнний період
З серпня 1920 року — знову в лавах РСЧА. Обіймав посади командира взводу і командира роти 10-го окремого батальйону ВЧК (м. Кострома). Член РКП(б) з 1921 року. У жовтні 1921 року закінчив Вищу військову школу при Запасній армії (м. Казань), служив командиром роти, начальником господарської команди 404-го окремого полку Українського військового округу (УВО). З жовтня 1922 року — слухач піхотного відділення Київської вищої об'єднаної школи імені Головкома Каменєва. Обіймав низку командних посад у стрілецьких частинах УВО. З січня 1931 року — військовий комендант Дніпропетровська. З жовтня того ж року — начальник полкової школи, начальник штабу 181-го стрілецького полку 61-ї стрілецької дивізії Приволзького військового округу. З січня 1936 року — начальник штабу, з червня 1937 року — командир 123-го стрілецького полку 41-ї стрілецької дивізії Харківського військового округу.
У 1938 році полковник В. П. Стенін з відзнакою закінчив Військову академію імені М. В. Фрунзе й був призначений начальником штабу 101-ї гірськострілецької дивізії 2-ї окремої Червонопрапорної армії. З травня 1940 року — начальник піхоти 35-ї стрілецької дивізії. З січня 1941 року — заступник командира 69-ї моторизованої дивізії на Далекому Сході.

### Німецько-радянська війна
З початком німецько-радянської війни у липні 1941 року разом з 69-ю моторизованою дивізією відбув на німецько-радянський фронт, де дивізія увійшла до складу 30-ї армії Західного фронту.
З серпня 1941 року — командир 261-ї стрілецької дивізії тієї ж армії. Брав участь у Смоленській битві. У жовтні 1941 року потрапив у оточення під Вязьмою, де дивізія майже повністю була знищена. За два тижні спромігся вивести з оточення зведений загін кількістю в 250 осіб. Наприкінці жовтня призначений заступником командувача 5-ї армії Західного фронту з тилу. Учасник оборони Москви.
З серпня 1942 року — заступник командувача з тилу 66-ї армії на Сталінградському і Донському фронтах. Учасник Сталінградської битви.
У червні 1943 року призначений командиром 8-ї гвардійської повітряно-десантної дивізії на Степовому і Воронезькому фронтах. У серпні того ж року переведений на посаду командира 2-ї мотострілецької бригади 3-го танкового корпусу. Наприкінці жовтня 1943 року призначений командиром 68-ї гвардійської стрілецької дивізії на Воронезькому і 1-му Українському фронтах. Брав участь у визволенні Лівобережної України, битві за Дніпро та визволенні Правобережної України.
Під час бойових дій на території Польщі у серпні 1944 року був усунутий від командування дивізією за невиконання наказу, перебував у резерві ГУК НКО СРСР. У жовтні 1944 року призначений командиром 4-ї стрілецької дивізії 1-го Білоруського фронту. З грудня 1944 й до кінця війни — командир 134-ї стрілецької дивізії. 5 травня 1945 року дивізія під його командуванням вийшла на річку Ельбу поблизу Магдебурга, де зустрілась з американськими військами.

### Повоєнні роки
Після закінчення війни продовжив військову службу в лавах ЗС СРСР. З липня 1945 року — командир 89-ї гвардійської стрілецької дивізії, з листопада 1945 року — командир 23-ї гвардійської механізованої дивізії в Групі радянських окупаційних військ у Німеччині.
З травня 1947 року — начальник Саратовського військового піхотного училища.
У жовтні 1951 року гвардії генерал-майор В. П. Стенін вийшов у відставку за станом здоров'я. Мешкав у Саратові, де й помер 29 травня 1952 року. Похований на Воскресенському цвинтарі.

## Нагороди
Указом Президії Верховної Ради СРСР від 6 квітня 1945 року «за зразкове виконання бойових завдань командування на фронті боротьби з німецькими загарбниками та виявлені при цьому відвагу і героїзм», гвардії генерал-майорові Стеніну Володимиру Пилиповичу присвоєне звання Героя Радянського Союзу з врученням ордена Леніна і медалі «Золота Зірка» (№ 5191).
Нагороджений двома орденами Леніна (06.04.1945, …), чотирма орденами Червоного Прапора (14.12.1942, 14.02.1943, 30.08.1944, 03.11.1944), двома орденами Суворова 2-го ступеня (10.01.1944, 31.01.1944), орденом Вітчизняної війни 1-го ступеня (07.08.1944), медалями, а також кількома іноземними нагородами.